# Liste der Kulturdenkmäler in Niedert
In der Liste der Kulturdenkmäler in Niedert sind alle Kulturdenkmäler der rheinland-pfälzischen Ortsgemeinde Niedert aufgeführt. Grundlage ist die Denkmalliste des Landes Rheinland-Pfalz (Stand: 27. Oktober 2023).

## Einzeldenkmäler
| Bezeichnung | Lage                | Baujahr         | Beschreibung                                                                                | Bild |
| ----------- | ------------------- | --------------- | ------------------------------------------------------------------------------------------- | ---- |
| Hofanlage   | Hauptstraße 22 Lage | 19. Jahrhundert | Hofanlage; Fachwerkhaus verschiefert, Stall/Scheune, 19. Jahrhundert; bauliche Gesamtanlage | BW   |